# Georges Boulanger
Georges Ernest Jean Marie Boulanger (Rennes, 29 de abril de 1837 - Ixelles, 30 de septiembre de 1891) fue un militar y político francés que tuvo un gran protagonismo en los primeros años de la Tercera república francesa.

## Carrera militar
Hijo de la burguesía bretona, Georges Boulanger se gradúa en 1856 en la Escuela Militar Especial de Saint-Cyr y participa en diversas campañas militares del Segundo Imperio Francés (Cabilia-Italia). Herido en Italia, es condecorado con la Legión de honor.
En 1861 es destinado en la Expedición franco-española a Cochinchina donde es herido nuevamente en combate. Tras regresar a Francia se casa con Lucie Renouard e ingresa como capitán instructor en la academia militar de Saint-Cyr en 1866. Durante la Guerra Franco-Prusiana de 1870 es ascendido a mayor. Por tercera vez, es herido en combate durante la defensa de París. Tras la derrota, es nombrado coronel y destinado al 114 Regimiento de Infantería, participando en la sangrienta represión de la Comuna de París dónde es herido en combate (otra vez más). El 24 de junio de 1871 es recompensado con el título de Comendador de la legión de honor.
Su fulgurante ascenso militar suscita suspicacias en el seno del Ejército por lo que se le retrograda al grado de teniente coronel. Finalmente, recupera su grado de comandante en 1874 y en 1880 es nombrado general de brigada. En 1884 es ascendido una vez más, al grado de general de división al mando de una expedición militar en Túnez.

## Carrera política

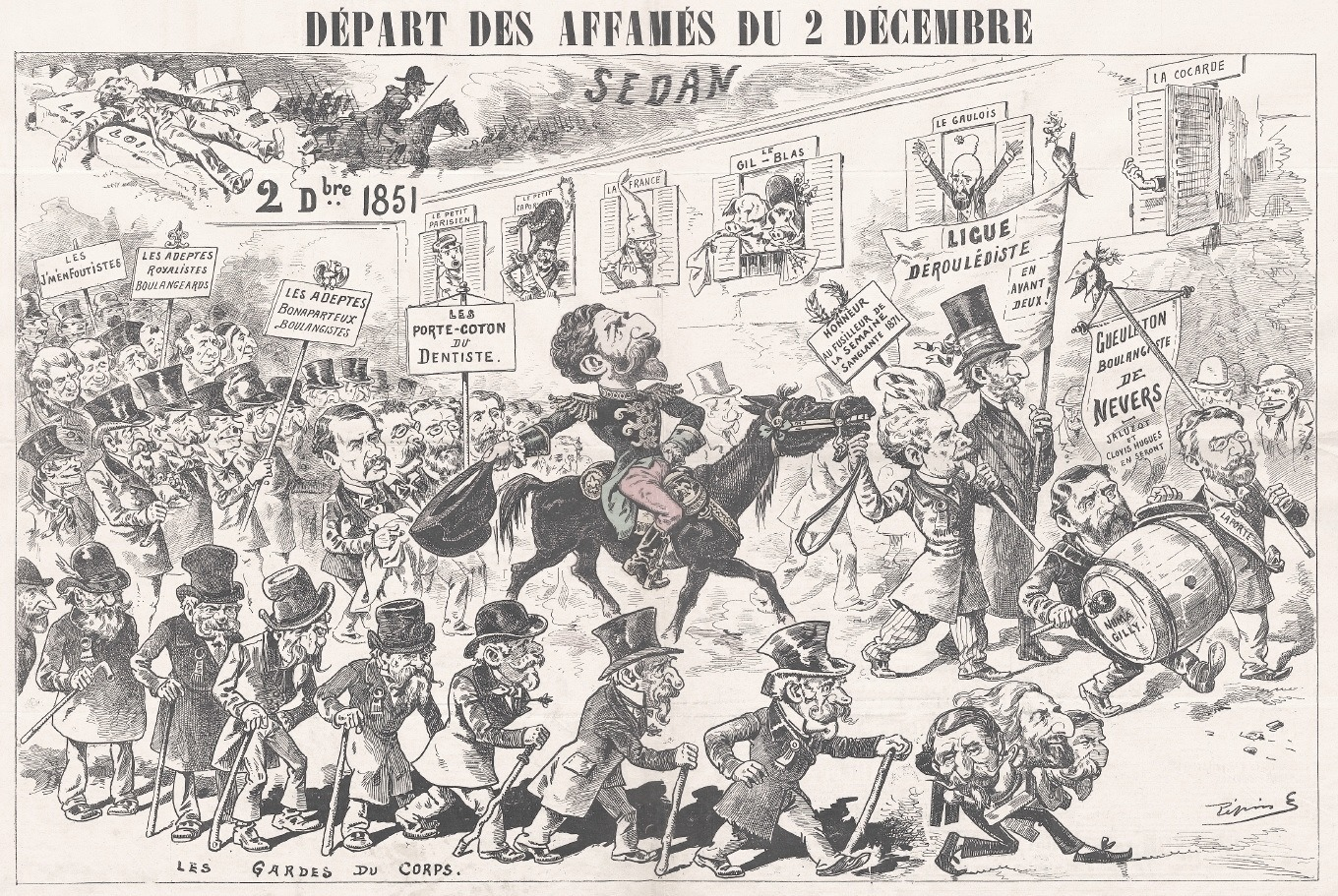
Caricatura de Boulanger en Le Grelot, 2 de diciembre de 1888.

Gracias a su amistad con Georges Clemenceau, Boulanger es nombrado ministro de Defensa en 1886. Sus propuestas de reforma (ej: permiso de llevar barba, obligación del servicio militar para los curas, supresión del pago para eludir el servicio militar, modernización del armamento...) le granjearon una gran popularidad en el seno del Ejército. No tarda en hacerse notar entre la opinión pública francesa por sus discursos chovinistas y revanchistas en una sociedad todavía traumatizada por la pérdida de Alsacia y Lorena tras la Guerra Franco-Prusiana. El populismo de Boulanger cala cada vez más entre el pueblo francés, quien le apoda "General Revanche", su popularidad es tal que pese a la caída del gobierno es de nuevo nombrado ministro de Defensa.
En sus actos y discursos, Boulanger se muestra cada vez más agresivo y hostil hacia Alemania, mientras acusa de lenidad e incapacidad a los políticos de la Tercera República Francesa, lo cual aumentó más su popularidad entre las masas. El 20 de abril de 1887, tras la detención ilegal de un policía francés en la frontera alemana, estalla una grave crisis diplomática entre los dos países. Francia y Alemania están al borde de  la guerra y los discursos incendiarios de Boulanger («Recordad que en Alsacia nos esperan») no ayudan a contemporizar la situación. Finalmente las aguas volvieron a su cauce, pero entre la clase política francesa cundió la sensación de que Boulanger era una grave amenaza para el mantenimiento de la paz, considerándolo además como promotor de una dictadura regida por el propio Boulanger. Tras esta crisis el gobierno no tarda en caer, y el 31 de marzo de 1887 se forma un nuevo gobierno donde Boulanger no renueva su cargo.

## El movimiento Boulangista
Tras perder su cargo ministerial, Boulanger es apartado de los puestos de poder y enviado al "destierro" en Clermont Ferrand. Más de 10 000 personas se presentan el día de su despedida en la estación de tren de París y reclaman su regreso, el movimiento "Boulangista" había nacido. Boulanger empieza a buscar contactos entre sectores críticos y enemigos con la Tercera República (monárquicos, bonapartistas, socialistas víctimas de la represión de la Comuna de París), en poco tiempo Boulanger logra más de 50 000 votos en siete departamentos. Mientras tanto un escándalo de corrupción política sacude Francia: Daniel Wilson, el yerno del presidente de la República Jules Grévy, es descubierto recibiendo sobornos a cambio de otorgar condecoraciones de la Legión de Honor, lo cual fuerza la renuncia de Grévy en diciembre de 1887, catapultando más, en contraste, la popularidad de Boulanger. Sin embargo, las leyes de la Tercera República prohíben a los militares en activo presentarse como candidatos a las elecciones, por lo cual el 24 de marzo de 1888 Boulanger es expulsado formalmente del Ejército. 
Esta destitución fue un mal cálculo político por parte del Gobierno ya que ya nada podía impedir ahora que Boulanger presentara su candidatura en las elecciones. Boulanger y su movimiento aprovechan el descrédito de los políticos franceses para empezar a organizarse, suscitando una enorme adhesión popular y alcanzando rápidamente los votos necesarios para conseguir el acta de diputado. Boulanger es mucho menos popular entre la clase política que desconfía de su popularidad, tanto que el 13 de julio se bate en duelo con el presidente del Consejo de Ministros Charles Floquet, resultando herido una vez más.

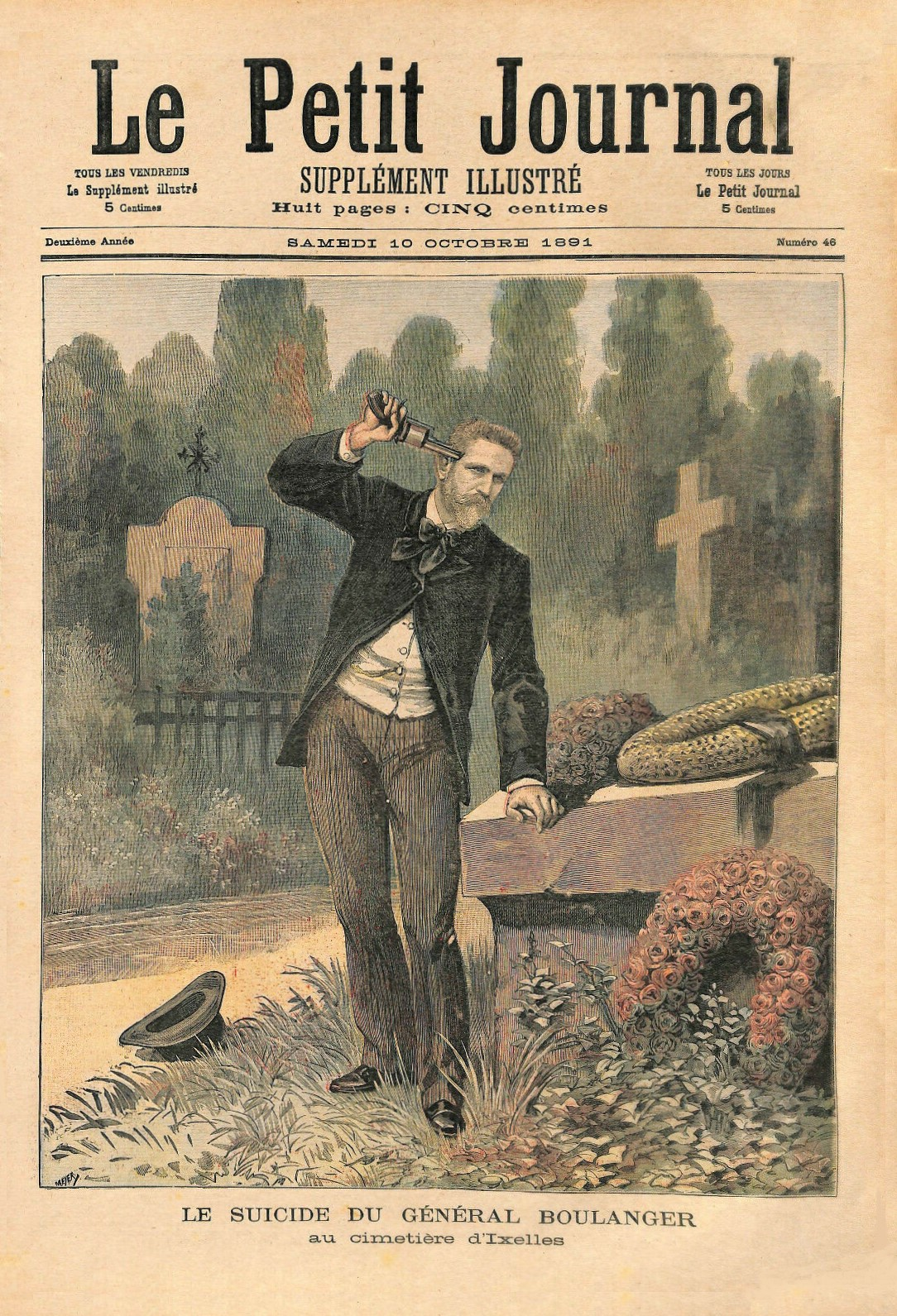
El suicidio del general según una publicación de la época.

El movimiento boulangista presenta candidatos por toda Francia, su programa es muy populista y sencillo aunando elementos de un Cesarismo autoritario con conservadurismo social, mejoras para la clase obrera, fin de la corrupción, rearme del ejército, etc. Esta diversidad ideológica será una de las claves del efímero éxito del boulangismo que fue capaz de conseguir adhesiones en casi todos los grupos de la sociedad francesa, desde la burguesía más adinerada hasta las clases proletarias, pasando por clérigos, intelectuales, y militares. El 27 de enero de 1889, Boulanger se presenta como candidato por París donde gana las elecciones por amplísimo margen (244 000 votos frente a los 160 000 de su adversario más próximo). 
Esa misma noche, durante la celebración de su victoria electoral, 50 000 de sus seguidores le aclaman en las calles parisinas. Sus colaboradores más cercanos, reunidos en una cena de celebración, incluso le piden que aproveche la coyuntura para lanzar un golpe de Estado y tomar el Palacio del Elíseo con el apoyo de las masas. Boulanger duda, pero finalmente no se atreve a dar el paso. Ese hecho decisivo marcaría el principio del fin del Boulangismo tal y como profetizaba Thièbaud (uno de los principales dirigentes boulangistas) tras el rechazo de Boulanger de tomar el poder por la fuerza: «Las doce y cinco. Desde hace cinco minutos el Boulangismo está a la baja».
Pese a no haberse atrevido a dar el golpe de Estado en la cima de su popularidad, la clase política sigue desconfiando enormemente de las intenciones del exgeneral, de quien temen una dictadura, aunque este anuncia que tratará de tomar el poder por medios lícitos. El ministro de Interior anuncia que se va a revocar la inmunidad parlamentaria de Boulanger, acusándolo de atentar contra la legalidad republicana. Este, asustado, decide repentinamente huir de Francia y se refugia en Bruselas el 1 de abril de 1889, junto con su amante, la actriz Marguerite Crouzet. Su apresurada huida le provocó un enorme descrédito político y popular y poco después Boulanger es condenado por complot contra la seguridad nacional, corrupción y prevaricación. El boulangismo, abandonado por su jefe, se disuelve en pocos meses y al terminar el año su programa político pasa al olvido.
En Bélgica Marguerite Crouzet muere de tuberculosis en julio de 1891. Ante esta pérdida Boulanger se hunde en una profunda depresión, la cual culmina al suicidarse ante la tumba de Crouzet el 30 de septiembre de 1891.